# العلاقات الشمال مقدونية النيكاراغوية
العلاقات الشمال مقدونية النيكاراغوية هي العلاقات الثنائية التي تجمع بين شمال مقدونيا ونيكاراغوا.

## مقارنة بين البلدين
هذه مقارنة عامة ومرجعية للدولتين:
| وجه المقارنة                                              | شمال مقدونيا                                               | نيكاراغوا        |
| --------------------------------------------------------- | ---------------------------------------------------------- | ---------------- |
| المساحة (كم2)                                             | 25.71 ألف                                                  | 130.38 ألف       |
| عدد السكان (نسمة)                                         | 2.08 مليون                                                 | 6.22 مليون       |
| الكثافة السكانية (ن./كم²)                                 | 80.9                                                       | 47.71            |
| العاصمة                                                   | إسكوبية                                                    | ماناغوا          |
| اللغة الرسمية                                             | اللغة المقدونية، اللغة الألبانية                           | اللغة الإسبانية  |
| العملة                                                    | دينار مقدوني                                               | كوردبا نيكاراغوا |
| الناتج المحلي الإجمالي (بليون دولار)                      | 11.34 مليار                                                | 13.81 مليار      |
| الناتج المحلي الإجمالي (تعادل القوة الشرائية) بليون دولار | 29.26 مليار                                                | 31.63 مليار      |
| الناتج المحلي الإجمالي الاسمي للفرد دولار أمريكي          | 4.85 ألف                                                   | 2.09 ألف         |
| الناتج المحلي الإجمالي للفرد دولار أمريكي                 | 16.25 ألف                                                  | 4.92 ألف         |
| مؤشر التنمية البشرية                                      | 0.747                                                      | 0.631            |
| رمز المكالمات الدولي                                      | +389                                                       | +505             |
| رمز الإنترنت                                              | .mk                                                        | .ni              |
| المنطقة الزمنية                                           | توقيت وسط أوروبا، ت ع م+01:00، ت ع م+02:00، أوروبا/سكوبيه ‏ | 00               |

## منظمات دولية مشتركة
يشترك البلدان في عضوية مجموعة من المنظمات الدولية، منها:
| علم المنظمة | اسم المنظمة                               | تاريخ انضمام شمال مقدونيا | تاريخ انضمام نيكاراغوا |
| ----------- | ----------------------------------------- | ------------------------- | ---------------------- |
|             | مؤسسة التنمية الدولية                     | 25 فبراير 1993            | 30 ديسمبر 1960         |
|             | يونسكو                                    | 28 يونيو 1993             | 22 فبراير 1952         |
|             | وكالة ضمان الاستثمار متعدد الأطراف        | 19 مارس 1993              | 12 يونيو 1992          |
|             | الأمم المتحدة                             | 8 أبريل 1993              | 24 أكتوبر 1945         |
|             | الاتحاد البريدي العالمي                   | ?                         | ?                      |
|             | البنك الدولي للإنشاء والتعمير             | 25 فبراير 1993            | 14 مارس 1946           |
|             | الاتحاد الدولي للاتصالات                  | 4 مايو 1993               | 12 مايو 1926           |
|             | منظمة حظر الأسلحة الكيميائية              | ?                         | ?                      |
|             | مؤسسة التمويل الدولية                     | 25 فبراير 1993            | 20 يوليو 1956          |
|             | المركز الدولي لتسوية المنازعات الاستشارية | 26 نوفمبر 1998            | 19 أبريل 1995          |
|             | منظمة التجارة العالمية                    | ?                         | ?                      |
|             | منظمة الشرطة الجنائية الدولية             | ?                         | ?                      |

## وصلات خارجية
- موقع وزارة الخارجية النيكاراغوية